# Charly Musonda
Charles Musonda 'Chaly Musonda Jr'  (nascido em 15 de outubro de 1996) é um futebolista belga que atua como meia e ponta. Atualmente está no Anorthosis.

## Clubes

### Início de Carreira
Nascido em Bruxelas, Musonda começou sua carreira na equipe juvenil do Anderlecht. Em 2011, com apenas 15 anos, já estava sendo fortemente observado por grandes clubes da europa como Barcelona, Real Madrid, Manchester United, Manchester City e Chelsea.

### Chelsea
Em 11 de junho de 2012, Musonda juntou-se ao Chelsea, junto com seus dois irmãos mais velhos depois que o clube concordou em pagar uma "taxa de compensação" para o Anderlecht. Em 24 de outubro de 2013, ele assinou um contrato profissional com o clube, depois de ter sido regular no time sub-18 do clube.
Em 5 de março de 2015, depois de ter sido regular com a equipe sub-21 do clube, Musonda assinou uma prorrogação do contrato até 2019. Ele atraiu o interesse dos clubes franceses Monaco e do Olympique de Marseille no verão, depois de impressionar nas campanhas vencedoras da Liga Jovem da UEFA e Copa Jovem da FA (FA Youth Cup), mas nada surgiu.
Depois de não fazer qualquer primeira aparição na equipe durante a primeira metade da temporada 2015-16, Musonda pediu para sair devido à falta de oportunidades em dezembro. Em janeiro de 2016, ele rejeitou uma proposta de empréstimo do Standard Liège.

### Empréstimo ao Real Bétis
Em 29 de janeiro de 2016, Musonda juntou-se ao Betis, até o final da temporada 2015–2016, sem a opção de compra. Ele fez sua estreia profissional em 7 de fevereiro, começando em uma vitória por 1-0 em casa contra o Valencia, onde também foi premiado com o 'Man of the Match'. Seis dias depois, Musonda marcou seu primeiro gol como profissional em um empate 2-2 no Deportivo de La Coruña.
Em 22 de junho de 2016, o empréstimo de Musonda no Real Betis foi prorrogado para a campanha de 2016–17. Em 1 de janeiro de 2017, depois de apenas começar uma vez como titular nas oito aparições de Musonda feitas sob o comando do Gus Poyet, o belga retornou ao Chelsea.

### Retorno ao Chelsea
Em dezembro de 2016, Musonda Jr. retornou ao Chelsea depois de ser treinado com o time principal, o Chelsea havia encerrado seu  empréstimo ao Real Betis. Em 1 de janeiro de 2017, o Real Betis confirmou que o Chelsea solicitou o retorno do Belga. O treinador Antonio Conte não sabia se Musonda deveria ficar com o Blues ou ser emprestado, o interesse surgiu de muitos clubes em toda a Europa, incluindo a Roma. No entanto, após o fechamento da janela de transferência de janeiro, Antonio Conte confirmou em uma conferência de imprensa após a partida que procedeu o empate 1-1 do Chelsea com Liverpool, que Nathan Aké, Kenedy e Musonda ficariam no clube para o resto da temporada de 2016-17.

## Vida pessoal
Charly frequentou a Escola Richard Challoner em New Malden. Os irmãos mais velhos de Musonda, Lamisha e Tika, e o irmão mais novo, Matty, também eram jovens diplomados no Chelsea e Anderlecht. Seu pai, também chamado de Charles, também era um jogador de futebol que apareceu principalmente no Anderlecht e fazia parte da seleção principal da Zâmbia.

## Títulos
Chelsea B
- FA Youth Cup: 2013-14 , 2014-15
- Liga Jovem da UEFA: 2014–15